# Lagenocarpus
Lagenocarpus är ett släkte av halvgräs. Lagenocarpus ingår i familjen halvgräs.

## Bildgalleri

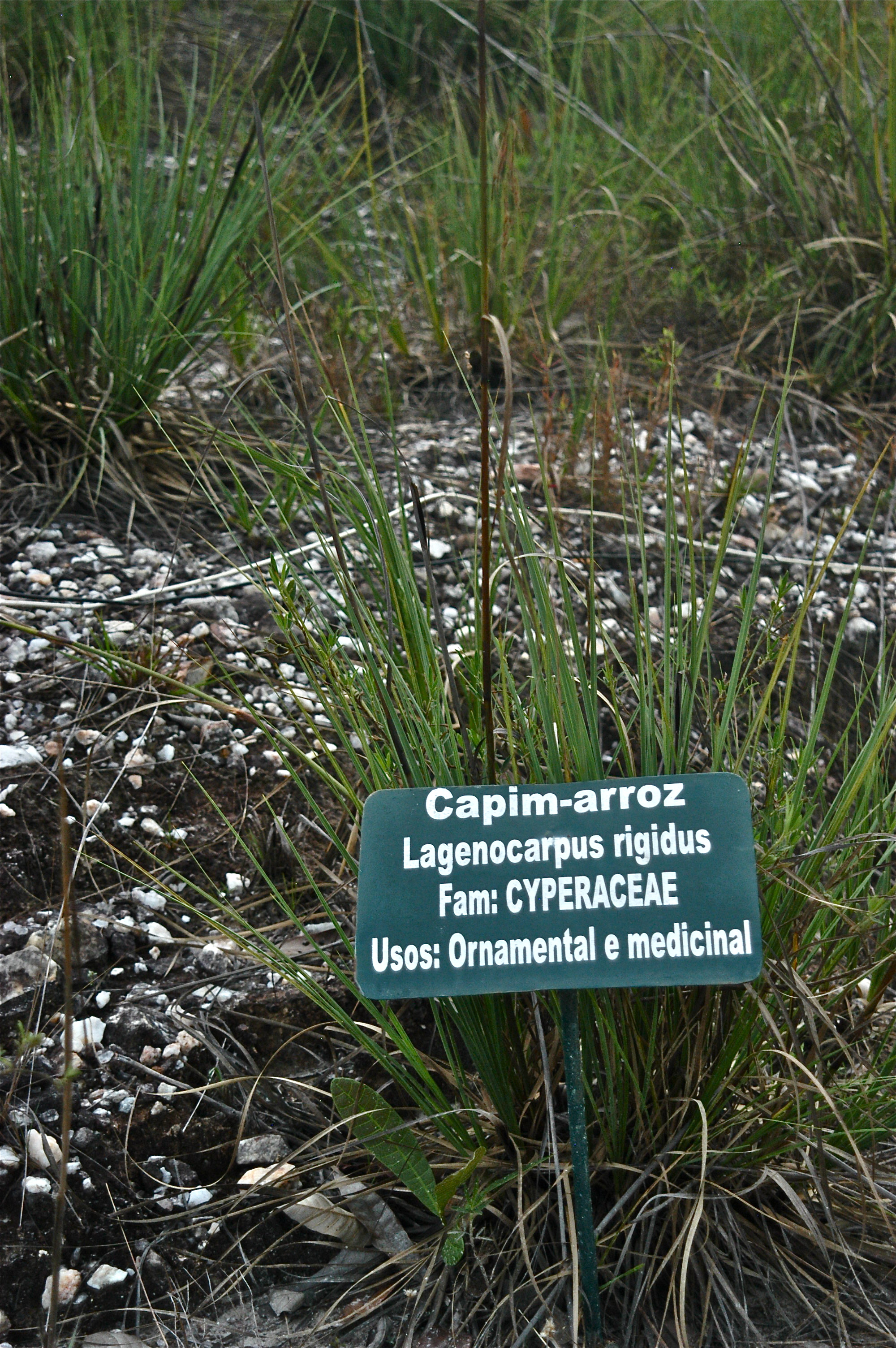
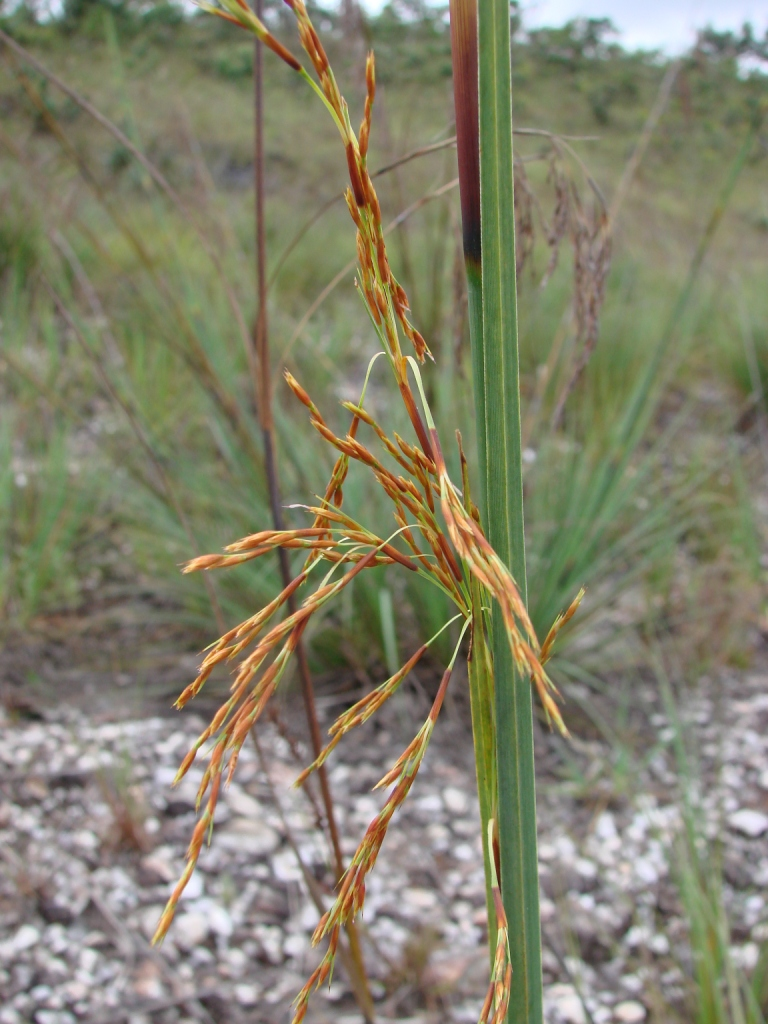
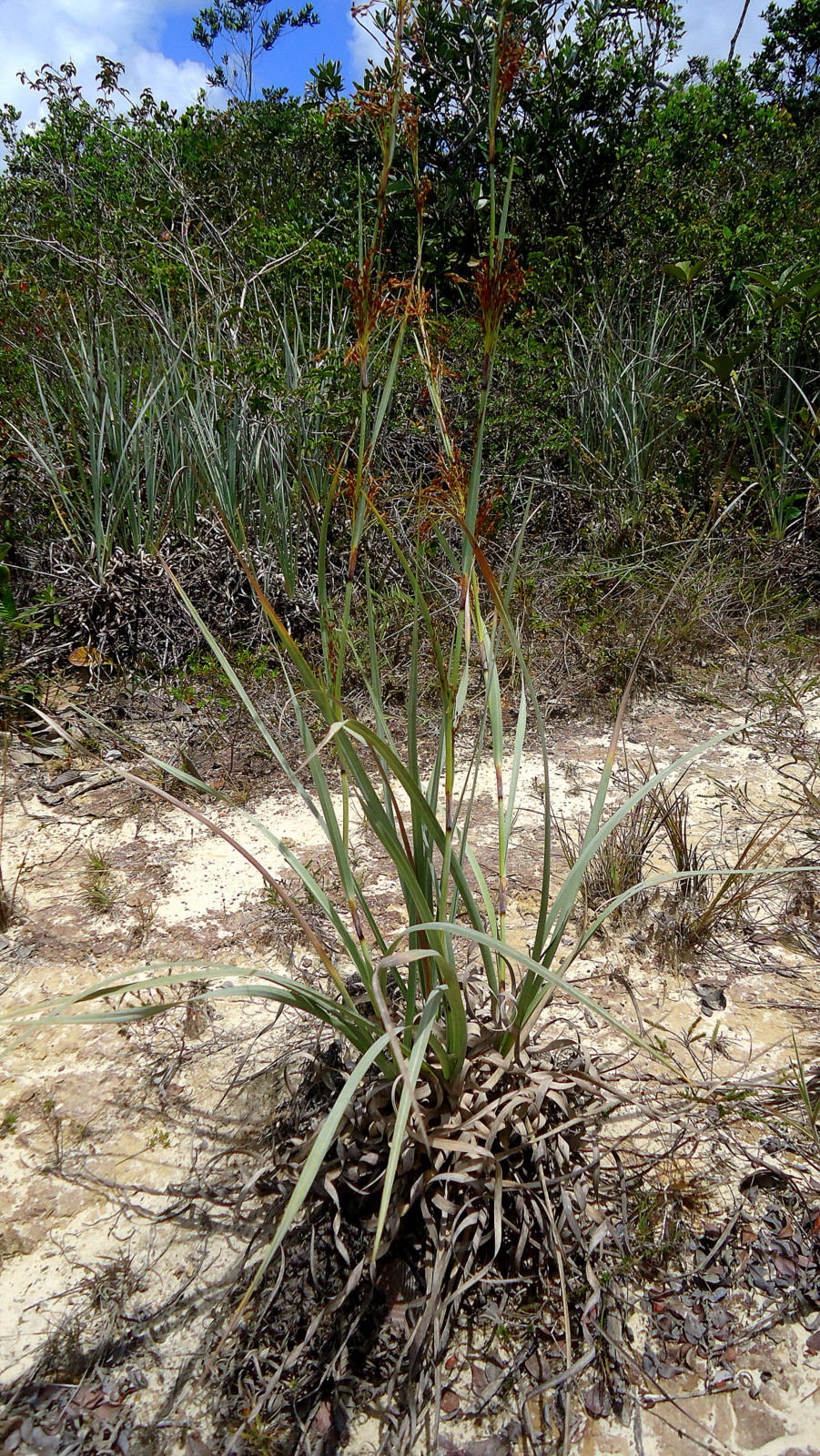
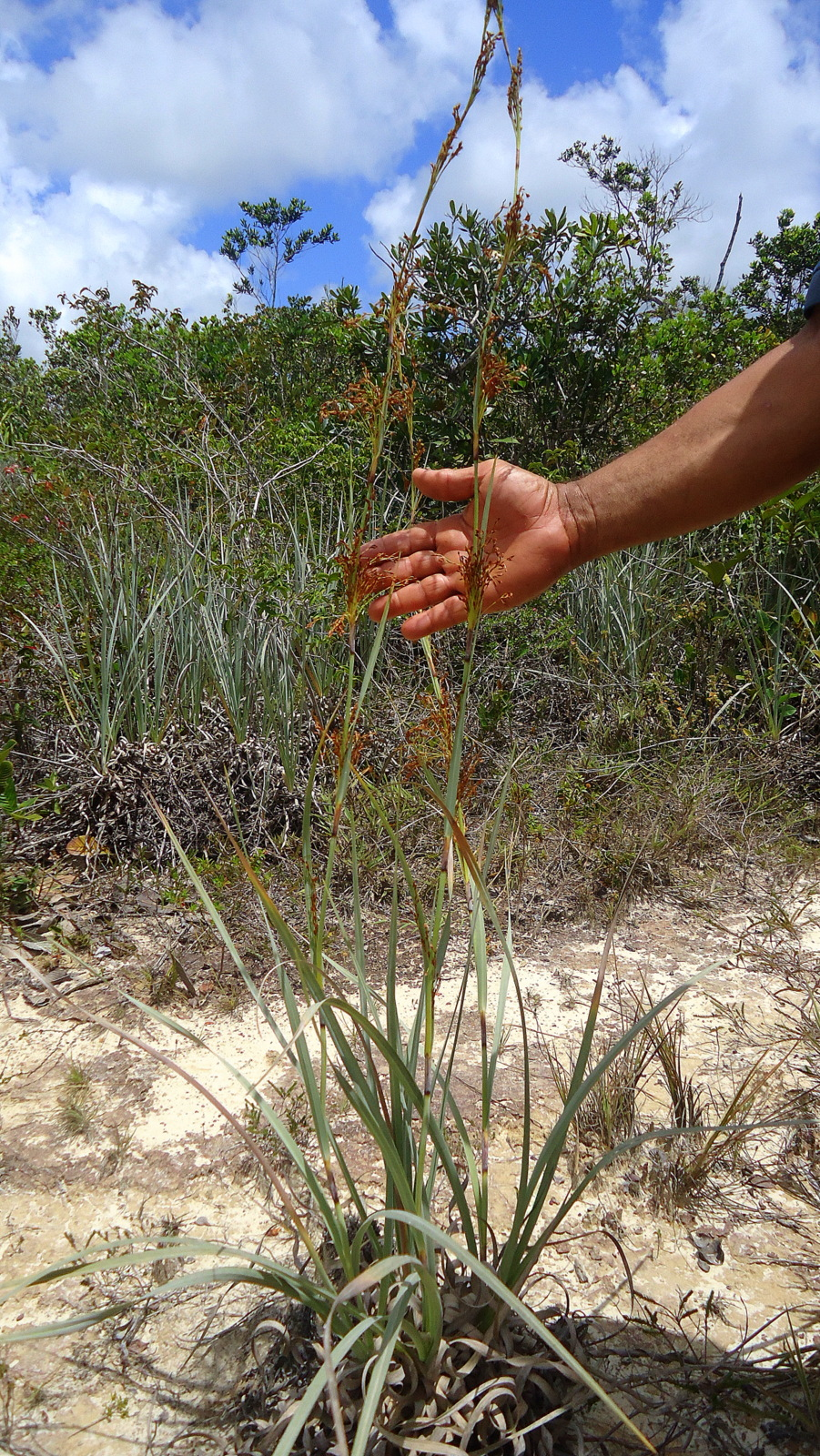
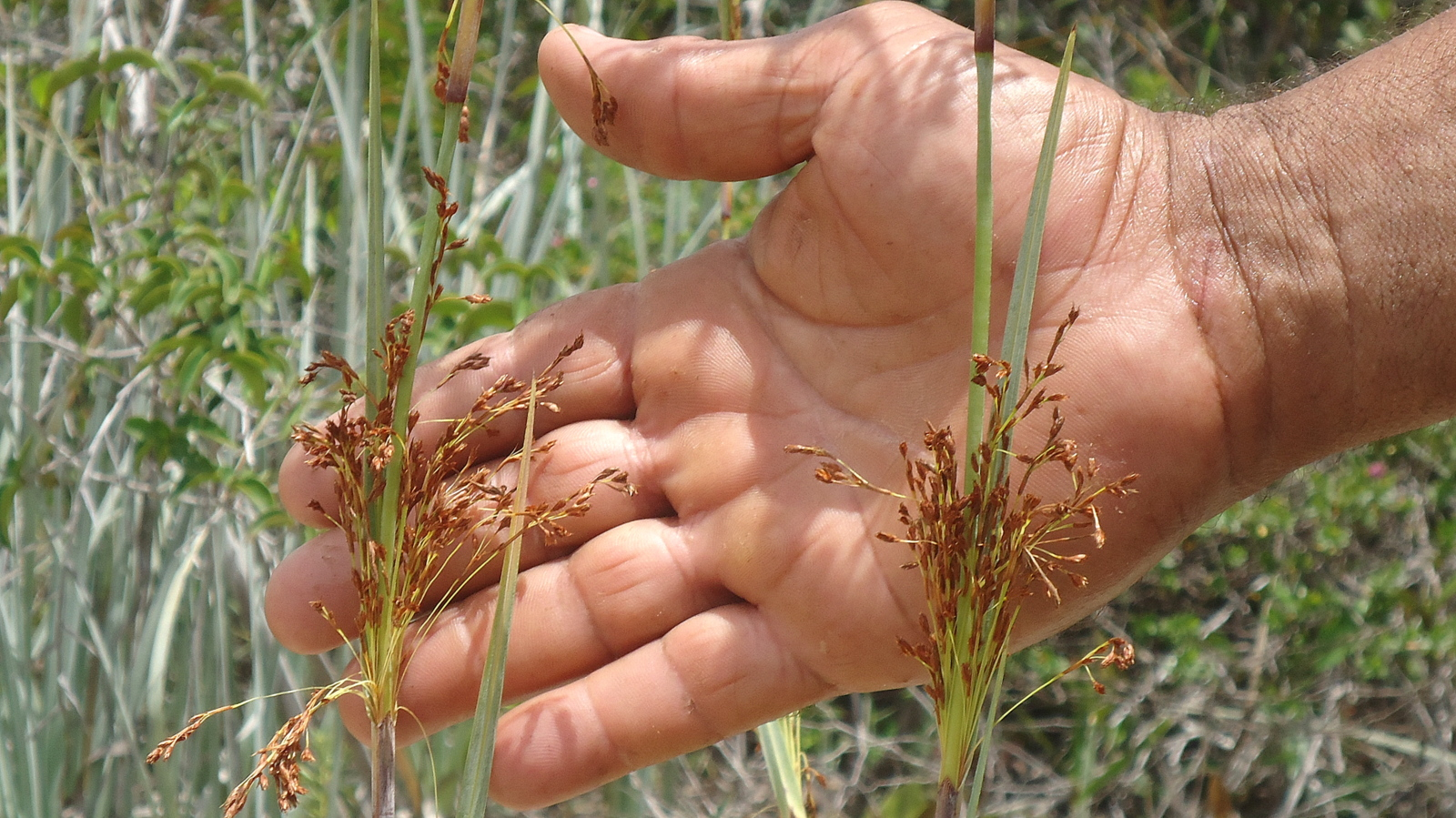
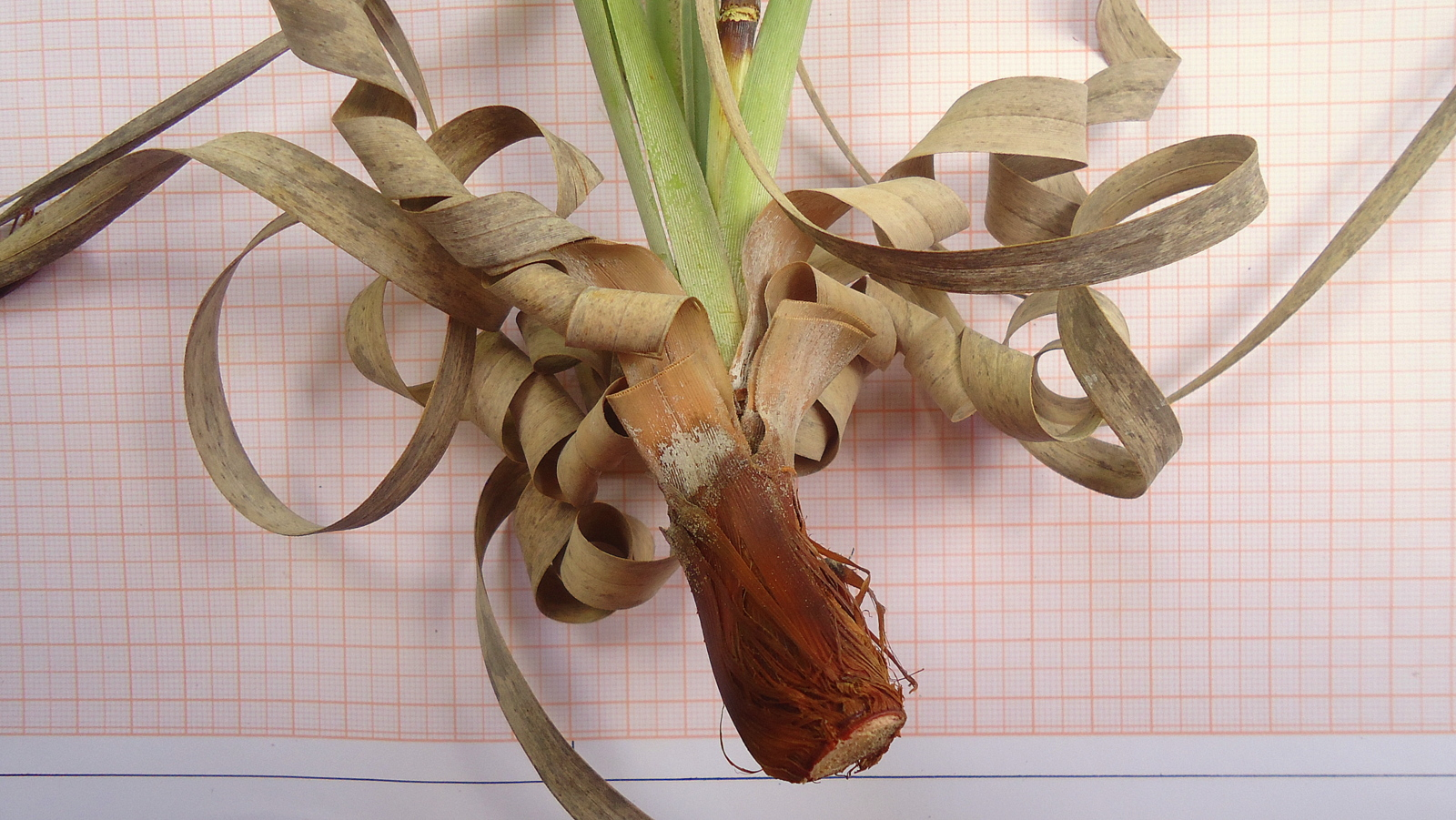

## Dottertaxa tillLagenocarpus, i alfabetisk ordning[1]
- Lagenocarpus adamantinus
- Lagenocarpus alboniger
- Lagenocarpus amazonicus
- Lagenocarpus bracteosus
- Lagenocarpus celiae
- Lagenocarpus clarkei
- Lagenocarpus comatus
- Lagenocarpus compactus
- Lagenocarpus cubensis
- Lagenocarpus distichophyllus
- Lagenocarpus eriopodus
- Lagenocarpus glomerulatus
- Lagenocarpus griseus
- Lagenocarpus guianensis
- Lagenocarpus humilis
- Lagenocarpus junciformis
- Lagenocarpus lanatus
- Lagenocarpus minarum
- Lagenocarpus parvulus
- Lagenocarpus pendulus
- Lagenocarpus polyphyllus
- Lagenocarpus rigidus
- Lagenocarpus sabanensis
- Lagenocarpus sericeus
- Lagenocarpus stellatus
- Lagenocarpus subaphyllus
- Lagenocarpus tenuifolius
- Lagenocarpus triqueter
- Lagenocarpus velutinus
- Lagenocarpus venezuelensis
- Lagenocarpus verticillatus